# Dane do odczytu maszynowego
Dane do odczytu maszynowego, dane do odczytu komputerowego – dane (lub metadane) zapisane w sposób, który pozwala na ich odczytanie przez komputer.
Istnieją dwa rodzaje danych do odczytu maszynowego: dane czytelne dla ludzi, zapisane z użyciem języka znaczników tak, by były również zrozumiałe dla maszyn (np. mikroformaty, RDFa) oraz formaty zapisu danych przeznaczone przede wszystkim do odczytu przez komputery (np. RDF, XML, JSON).

## Definicja danych do odczytu maszynowego
Amerykański Office of Management and Budget (OMB) definiuje możliwość odczytu maszynowego jako „Format standardowego języka komputerowego (a więc nie tekstu w języku angielskim), który może być automatycznie odczytany przez przeglądarkę lub system komputerowy (np. XML). Tradycyjne pliki procesorów tekstu, hipertekstowy język znaczników oraz dokumenty w PDF-ie mogą być łatwo czytane przez ludzi, ale są zwykle trudne do interpretacji maszynowej. Inne formaty, w tym XML, JSON lub arkusze kalkulacyjne z opisem kolumn, które mogą być eksportowane do formatu z wartościami oddzielonymi przecinkiem, są formatami nadającymi się do odczytu maszynowego. Istnieje możliwość przekształcenia tradycyjnych plików edytorów tekstu do postaci zdatnej do odczytu maszynowego, jednak wymaga to zawarcia w nich dodatkowych elementów strukturalnych.

## Przepisy dotyczące odczytu maszynowego w Polsce
W Polsce rządowa strategia Sprawne Państwo 2020 wskazuje na konieczność wdrożenia otwartych standardów publikacji informacji publicznej, mających na uwadze możliwość maszynowego przetwarzania danych.
Aktem prawnym regulującym kwestie udostępniania danych publicznych w systemach informatycznych jest Ustawa z dnia 17 lutego 2005 r. o informatyzacji działalności podmiotów realizujących zadania publiczne z późniejszymi zmianami. Na jej podstawie zostało wydane rozporządzenie Krajowe Ramy Interoperacyjności (Rozporządzenie Rady Ministrów z dnia 21 maja 2024 r. w sprawie Krajowych Ram Interoperacyjności, minimalnych wymagań dla rejestrów publicznych i wymiany informacji w postaci elektronicznej oraz minimalnych wymagań dla systemów teleinformatycznych), które wprowadza pojęcie interoperacyjności semantycznej, polegającej m.in. na stosowaniu struktur danych publikowanych w repozytorium interoperacyjności. Systemy teleinformatyczne powinny udostępniać swoje zasoby informacyjne w co najmniej jednym formacie określonym w załączniku do rozporządzenia. W teorii powinno to zagwarantować przejrzystość stosowanych formatów oraz możliwość odczytu maszynowego.

## Odczyt maszynowy i prawo do informacji
Możliwość maszynowego odczytu nie jest jedynie kwestią techniczną. Maszynowy odczyt jest uznawany za jeden z warunków zapewnienia przejrzystości i dostępności danych. Zwolennicy tego podejścia postulują udostępnianie otwartych danych do odczytu maszynowego w imię realizacji konstytucyjnego prawa dostępu do informacji. Zasada dostępności do odczytu maszynowego została zapisana m.in. w opracowanych w 2007 roku „8 Principles of Open Government Data” oraz w deklaracji Global Open Data Initiative z 2013 roku.